# ماريا كاري (ألبوم ماريا كاري)
ماريا كاري الذي يحمل عنوان نفس اسمها هو أول ألبوم إستوديو للمغنية والمؤلفة ماريا كاري، تم إصدار الألبوم في 12 يونيو عام 1990 بواسطة تسجيلات كولومبيا، الألبوم يحتوي على مجموعة واسعة من الأنواع المعاصرة والأغاني عبارة عن مزيج من الأغاني البطيئة والأغاني الراقصة، في الأصل كتب ماريا كاري كتبت أربع أغاني مع بن مارغوليز، هذه الأغاني كانت في الشريط التجريبي، في حين غيرت الأغاني بصورة جزئية وأعادت كتابة الأغاني بعد أن وقعت على تسجيلات كولومبيا، جميع الأغاني الأربعة دخلت الألبوم. وبصرف النظر عن مارغوليز، عملت ماريا كاري مع مجموعة من الكتاب المحترفين والمنتجين، تم توظيف كل منهم من قبل الرئيس التنفيذي لشركة تسجيلات كولومبيا، تومي موتولا. الألبوم يتضمن كتابة وتأليف من ريت لورانس، وريك ويك نارادا مايكل والدن، وكان كل من المنتجين الأفضل في هذا العمل في ذلك الوقت. المنتجين مع ماريا كاري عملوا في الألبوم وأعيد بناء الأغاني التي كانت في الشريط التجريبي.
أثناء إصدار الألبوم، تلقى الألبوم مراجعات إيجابية بصفة عامة من نقاد الموسيقى، الذي أثنت صوت ماريا كاري والتقنية، فضلاً عن محتوى الألبوم. نجح الألبوم تجارياً أيضا. في حين المبيعات الأولية كانت بطيئة، تصدر الألبوم بيلبورد 200 من بعد عرض ماريا كاري في الحفل السنوي جوائز الغرامي في عام 1991، بقي الألبوم على قمة المخططات لمدة إحدى عشرة أسبوعاً متتالية. تم اعتماد ماريا كاري تسع مرات بلاتينيوم من قبل اتحاد صناعة التسجيلات الأمريكية (RIAA)، تدل على الشحنات من أكثر من تسعة ملايين نسخة في الولايات المتحدة. شهد الألبوم نجاح مماثل في كندا، حيث تصدر الألبوم المخططات وتم اعتماده سبع مرات بلاتينيوم. كان أداء الألبوم جيداً في المناطق الأخرى حول العالم، وصل الألبوم في المراكز العشرة الأولى في أستراليا، نيوزيلندا، النرويج، السويد والمملكة المتحدة، باع الألبوم أكثر من 15 مليون نسخة في جميع أنحاء العالم.
صدر من الألبوم خمسة أغاني منفردة، أربع منهم وصلوا إلى المركز الأول على الرسم البياني بيلبورد الساخن 100، تم اختيار «رؤية الحب» لتكون الأغنية المنفردة الأولى من الألبوم، التي تصدرت المخططات في كندا، نيوزيلندا والولايات المتحدة. الاغنية تعتبر من أقوى الأغاني الأولى من قبل فنانة، وينسب ذلك مع إلهام استخدام ميليسما طوال التسعينات، فضلاً عن كثير من المطربين. ثاني أغنية منفردة «الحب يستغرق وقتا» حضيت أيضاً استقبالاً جيداً، وصلت المركز الأول في كندا والولايات المتحدة، بعد ذلك الأغنية المنفردة الثالثة «يوما ما» والرابعة «لا أريد أن أبكي» وصلت إلى المركز الأول في الولايات المتحدة، ماريا كاري أصبحت أول فنان من بعد الجاكسون 5 تصل أربع أغانية المنفردة الأولى إلى المركز الأول.

## الخلفية
في عام 1988، غادرت ماريا كاري منزل والدتها في لونغ ايلاند وهي بسن الثامنة عشر، إلى شقة صغيرة في مانهاتن. كان لدى ماريا شريط تجريبي يتضمن أربع أغانيات، التي كانت قد كتبتهم خلال السنوات التي أمضتها في المدرسة الثانوية مع بن مارغوليز. في عام 1988 ماريا ما زالت من دون عقد شركة إنتاج، وجدت صعوبة من أجل لفت انتباه المسؤولين التنفيذيين في نيويورك. في الوقت الذي كانت تعمل فيه وظائف عدة، واصلت الكتابة وإنتاج الموسيقى مع مارغوليز، وإجراء تغييرات وإضافات على الشريط التجريبي. بعد أشهر من الصعوبة، ماريا اجتمعت مع المغنية بريندا كي. ستار الأمريكي أصلة من بورتوريكو، وسرعان ما بدأت الغناء كمغنية ثانوية له. في نهاية المطاف، بدأ ستار بوصف «يلمح» صوت ماريا طوال الجلسات مع المسؤولين التنفيذيين، ولاحظوا «صوتها الموهوب». أدركوا بأن ماريا قادرة على تحقيق النجاح، ولكن كانت تحتاج فقط أن تساعد على اختراق التيار الرئيسي للموسيقى.
في إحدى الليالي، ستار أخذت إلى حفل قطاع التسجيل، محاولة إقناع مسؤول تنفيذي أن يسمع شريطها التجريبي. استغرف جيري إل. غرينبرغ، رئيس تسجيلات أتلانتيك وقتاً قبل أن يسمع الشريط. عندما ماريا سلمتة الشريط، تومي موتولا انتزع بسرعة الشريط، مصراً على أنه سيتعامل مع «المشروع». عندما ركب تومي الليموزين مساء ذلك في وقت لاحق، استمع إلى شريط ماريا وسرعان ما أدرك أن الموهبة التي قد اكتشفها للتو. عاد بسرعة إلى الحدث ولكن ماريا قد غاردت المكان.
بعد أسبوع من التعقب لها باستمرار من خلال إدارة ستار، اتصل تومي موتولا بماريا وطلب منها الحضور إلى تسجيلات كولومبيا. بعد لقائه مع ماريا ووالدتها باتريشيا لأول مرة، قال تومي : «عندما سمعت ورأيت ماريا، هناك على الإطلاق لا شك أنها كانت في كل وسيلة متجهة إلى النجومية الفائقة». بعد جلسات قليلة موجزة، وقعت ماريا إلى تسجيلات كولومبيا في ديسمبر عام 1988.
تولى تومي موتولا أعلى منصب في شركة سوني، وهي شركة الأم لـتسجيلات كولومبيا، وبدأت في اتخاذ الشركة من خلال مراحل مختلفة من التغيير. عندما شعر بأن من المهم جداً لنجاح شركة الإنتاج كان اكتشاف مواهب شابة، لمنافسة ويتني هيوستن من تسجيلات أريستا، أو نجمة البوب مادونا التي كانت في تسجيلات سايرا في ذلك الوقت. شهر بأن ماريا تمثل هذه الموهبة، تم توظيف كتاب ومؤلفين منهم ريت لورانس، ريك ويك ونارادا مايكل والدن من قبل الرئيس التنفيذي لشركة تسجيلات كولومبيا، تومي موتولا.

## التسجيل والتكوين
ماريا وبن مارغوليز في كتابة بعض الأغاني قبل توقيع عقد ماريا، كان عملهم يتألف من 14 أغنية، وسبعة من الأغاني لتي حصلت على مكان في الألبوم. في الأصل، ماريا ومارغوليز خططوا في إنتاج الألبوم كامل، ولكن تسجيلات كولومبيا لم توافق على هذه الفكرة. في الألبوم، ماريا تعاملت مع مجموعة من المنتجين والكتاب، بما في ذلك مارغوليز بن، ريت لورانس، نارادا مايكل والدن، ريك ويك ووالتر افاناسيف، الآخرين سوف يستمرون في العمل على نطاق واسع مع ماريا في المشاريع المستقبلية. عندما بدأ إنتاج الألبوم، عملت مع نارادا مايكل والدن في نيويورك، حيث هناك تم إنتاج أغنية «لا أريد أن أبكي». في حين وصف ماريا بأنها «خجولة جدا»، وأشار إلى انها محترفة بالنسبة لشخص في عمرها. بالإضافة إلى ذلك، ماريا كتبت «يجب أن تكون هناك طريقة» خلال أول جلسة تسجيل مع المنتج ريك ويك. خلال الجلسة، كتبوا أربع أغاني، لكنهم أنتجوا فقط الأغنية الأخيرة في الألبوم. بعد السفر إلى نيويورك والعمل مع ماريا، نارادا مايكل والدن فوجئ في صوت ماريا. معاً، تعاونت معه في تحويل الأغاني من تجريبية إلى تجارية، التي أخذت مكان في استوديوهات تاربان في سان رافائيل، كاليفورنيا. من أجل التعامل مع ريت لورانس، سافرت مرة أخرى إلى نيويورك. في الاستوديو، قدمت له الأغنية التجريبية «رؤية الحب» التي كانت قد كتبتها مع مارغوليز من قبل. رأى ريت «إمكانية» في الأغنية، لكنه لم يفكر كثيراً في ذلك في مراحله الأولى. وصف نوع الأغنية بأنها تشبه من «الخمسينات». وفقاً ريت، ماريا أحتاجت صوت معاصر، ولذلك التقت في الاستوديو إلى جانب مارغوليز والمنتج تولاند كريس. وأضافوا ترتيبات جديدة للوتر الموسيقي الأصلي، في حين ماريا غيرت لحن الأغنية ومفتاحها الموسيقي، بعد ذلك، وأضاف مارغوليز ملاحظات طبلة قليلة على الترتيب، بما في ذلك القيثارة وبعض الطبال الإضافية.
عندما عملت ماريا مع نارادا مايكل والدن على أغنية «لا أريد أن أبكي»، عملوا على العديد من الأغاني الأخرى. معاً، قرروا "إبطاء الوتيرة" وخلق "أغنية من نوع البكاء الحزين"، وفقاً له، تضمن إلهام مباشر من الإنجيل. بعد الانتهاء من الأغنية، وأشار ريت ماريا بالكمال. وقال إنه بعد الانتهاء من الأغنية، عادت إلى الاستوديو في الأسبوع التالي، من أجل تصحيح "سطر واحد" كانت قلقة عنه. باعتبارها واحدة من الأغنيات الأربعة الأصلية التي أعطتها لتومي موتولا، "يوما ما" أصبحت أغنية ريك ويك المفضلة منذ البداية، "لقد أحببت هذه الأغنية من البداية... ثم دعتني ماريا في أحد الأيام وقالت "أحب أن تفعل ذلك إذا كنت تريد المشاركة". لقد كان عظيماً، أنا سعيد لأنها دعتني. خلال التسجيل، كشفت ماريا كيف الأغنية أصبحت إلى حيز الوجود. وقالت أنها تعمل على أغنية تجريبية مع مارغوليز في الاستوديو الخاص به. كما أنه بدأ يشغل ملاحظات مختلفة على لوحة المفاتيح الكهربائية، ساعدته ماريا على تغيير الأوتار، وفي الوقت نفسه في الجوقة، الكلمات والألحان. تحدث ماريا عن حادث عاشته أثناء وجودها في استوديو التسجيل. أثناء التسجيل عندما كانت تغني فجأة اكتشفت قدرتها الصوتية على التصفير أثناء الغناء. في حين فكرت بأن تزيلة من الأغنية، نارادا وريك وقد أعجبَ جدا بقدرة ماريا الرائعة، مدعيا أنه يناسبها تماماً.

## استقبال النقاد
| الرقم | الناقد           | التقدير  |
| ----- | ---------------- | -------- |
| 1     | About.com        | [ 11 ]   |
| 2     | Allmusic         | [ 12 ]   |
| 3     | Billboard        | (إيجابي) |
| 4     | Q                | [ 14 ]   |
| 5     | Robert Christgau | (C)      |
| 6     | Rolling Stone    | (إيجابي) |

## الأداء التجاري
ماريا كاري دخل بيلبورد 200 في المركز 80، الألبوم وصل إلى المراكز 20 في أسبوعة الرابع، الألبوم تصدر على الرسم البياني في أسبوعة 43، بسبب عرض ماريا في الحفل السنوي جوائز الغرامي في عام 1991، وبقي هناك لمدة 11 أسبوعا متتالياً، حتى الآن هو أطول ألبوم يبقى مدة طويلة في المركز الأول في مهنة ماريا. بقي في المراكز 20 لمدة 65 أسبوع و 113 أسبوعاً في كامل بيلبورد 200. تم اعتماد ماريا كاري تسع مرات بلاتينيوم من قبل اتحاد صناعة التسجيلات الأمريكية (RIAA) في 15 ديسمبر 1999. الألبوم قد باع 4,854,000 مليون في الولايات المتحدة. وفقاً لنيلسون ساوندسكان، والذي بدأ في عد المبيعات بعد 1 مارس 1991. أصبح الألبوم الأكثر مبيعاً في الولايات المتحدة لعام 1991.
في كندا، الألبوم وصل المركز الأول على الرسم البياني الكندي خلال الأسبوع الممتد من 20 أبريل 1991. حتى الآن، تم اعتماد ماريا كاري سبع مرات بلاتينيوم من قبل رابطة صناعة التسجيلات الكندية (CRIA)، تدل على الشحنات من أكثر من 700،000 نسخة. الألبوم وصل إلى المركز السادس في أستراليا، حيث أصبح بلاتينيوم مزدوج في نهاية المخططات (ARIA) أصبح الألبوم من أفضل 50 ألبومات لعام 1991. خلال الأسبوع الذي يبدأ في 15 سبتمبر 1990، ماريا كاري دخل المخططات لألبومات المملكة المتحدة في المركز السادس. بعد أن أمضى الألبوم 40 أسبوعاً بدأ يتراجع في الرسم البياني، تم اعتماد الألبوم بلاتينيوم من قبل الصناعة الفونوغراماتية البريطانية (BPI)، تدل على شحنات من أكثر من 300،000 نسخة. اعتباراً من عام 2008، قد باع الألبوم أكثر من 15 مليون نسخة في جميع أنحاء العالم.

## الأغاني المنفردة
| 1990 | "رؤية الحب"                                  | 1 | 1 | 9  | 1 | 25 | 17 | 8  | 1  | 24 | 9  | - أستراليا: ذهبي - نيوزيلندا: ذهبي - الولايات المتحدة: ذهبي - المملكة المتحدة: 170,000 |
| 1990 | "الحب يستغرق وقتا"                           | 1 | 1 | 14 | 1 | —  | 57 | 24 | 9  | —  | 37 | - الولايات المتحدة: ذهبي                                                               |
| 1991 | "يوما ما"                                    | 1 | 3 | 44 | 5 | 38 | —  | 29 | 14 | —  | 38 | - الولايات المتحدة: ذهبي                                                               |
| 1991 | "لا أريد أن أبكي"                            | 1 | 2 | 49 | 7 | —  | —  | —  | 13 | —  | —  | —                                                                                      |
| 1991 | "يجب أن تكون هناك طريقة"                     | — | — | —  | — | —  | —  | —  | —  | —  | 54 | —                                                                                      |
| 1991 | "—" تدل على أنها لم تدخل المخططات الموسيقية. |   |   |    |   |    |    |    |    |    |    |                                                                                        |

## قائمة أغاني الألبوم
يحتوي الألبوم على 11 أغنية
| رقم | اسم الأغنية (باللغة الإنجليزية) | اسم الأغنية (باللغة العربية) | مدة الأغنية |
| --- | ------------------------------- | ---------------------------- | ----------- |
| 1.  | Vision of Love                  | رؤية الحب                    | 3:28        |
| 2.  | There's Got to Be a Way         | يجب أن تكون هناك طريقة       | 4:53        |
| 3.  | I Don't Wanna Cry               | لا أريد أن أبكي              | 4:47        |
| 4.  | Someday                         | يوما ما                      | 4:06        |
| 5.  | Vanishing                       | زوال                         | 4:11        |
| 6.  | All in Your Mind                | كل ما في عقلك                | 4:43        |
| 7.  | Alone in Love                   | وحيدة في الحب                | 4:11        |
| 8.  | You Need Me                     | أنت تحتاجني                  | 3:51        |
| 9.  | Sent from Up Above              | أرسلت من فوق                 | 4:05        |
| 10. | Prisoner                        | سجين                         | 4:22        |
| 11. | Love Takes Time                 | الحب يستغرق وقتا             | 3:48        |

## الرسوم البيانية والشهادات
| المخطط                                     | Peak المنصب |
| ------------------------------------------ | ----------- |
| أستراليا                                   | 6           |
| كندا                                       | 1           |
| هولندا                                     | 53          |
| فرنسا                                      | 17          |
| ألمانيا                                    | 24          |
| اليابان                                    | 13          |
| نيوزيلندا                                  | 4           |
| النرويج                                    | 4           |
| إسبانيا                                    | 35          |
| السويد                                     | 8           |
| سويسرا                                     | 15          |
| المملكة المتحدة                            | 6           |
| الولايات المتحدة بيلبورد 200               | 1           |
| الولايات المتحدة ألبومات آر أند بي/هيب-هوب | 3           |

| المخطط (1990-1991)           | المنصب |
| ---------------------------- | ------ |
| الولايات المتحدة بيلبورد 200 | 27     |

| البلد            | الشهادات (المبيعات)  |
| ---------------- | -------------------- |
| أستراليا         | 2 بلاتينيوم          |
| كندا             | 7× بلاتينيوم         |
| هولندا           | بلاتينيوم            |
| نيوزيلندا        | 4× بلاتينيوم         |
| إسبانيا          | ذهبي                 |
| السويد           | بلاتينيوم            |
| سويسرا           | ذهبي                 |
| المملكة المتحدة  | بلاتينيوم            |
| الولايات المتحدة | 9× متعدد البلاتينيوم |

## روابط خارجية
- ماريا كاري على موقع أول موفي (الإنجليزية)